# Berthold al II-lea de Carintia
Berthold al II-lea (n.c. 1000 – d. 6 noiembrie 1078, Weilheim an der Teck), strămoș al Casei de Zähringen (Baden) ca Berthold I de Zähringen, a fost duce al Carintiei și margraf de Verona.
Pe linie maternă, Berthold descindea probabil din familia Hohenstaufenilor, care erau conți de Ortenau, Thurgau, Breisgau și Baar.
Regele Henric al III-lea al Sfântului Imperiului Roman i-a promis  Ducatul de Suabia, susținătorului său Berthold de Zähringen. Totuși, după moartea ui Henric al III-lea, văduva sa, Agnes de Poitou, în calitate de regentă, a acordat în 1057 acest ducat lui Rudolf de Rheinfelden. Drept compensație pentru renunțarea la revendicarea Ducatului de Suabia, Berthold a primit titlurile de Duce al Carintiei și Margraf de Verona. Cu toate acestea, Berthold nu a fost niciodată acceptat ca stăpân în aceste provincii.
Ca urmare a ostilității sale față de împăratul Henric al IV-lea și a faptului că a acordat sprijin ducelui Frederic I de Suabia, poziția lui Berthold se afla în pericol. În cele din urmă, familia Zähringen a reușit să își mențină titlurile.
Berthold a avut trei fii:
- Herman I, fondatorul Mărcii de Baden;
- Berthold, duce de Zähringen;
- Gebhard, episcop de Konstanz.

Lui Berthold i-a succedat în 1073 fiul său, Herman I.